# Ducati
A Ducati Motor Holding egy olasz motorkerékpár-gyártó cég melynek főhadiszállása Olaszországban, Bologna-ban található.
A Ducati a második világháború óta kiemelkedő teljesítményt nyújt a motorversenyzésben, és a motorkerékpár-iparban egyaránt. Az 1960-as években a Ducati gyártotta a kor legerősebb motorkerékpárját, egy 250 cm³-es utcai motort. A 70'-es évektől V motorral és ikermotorral is gyártott motorokat.
2012-ben a Volkswagen-konszern teljes egészében felvásárolta a Ducati sportmotorkerékpár gyártó céget, azóta szervezetileg az Audi leányvállalatához, egész pontosan az Audin belül a Lamborghini leányvállalathoz tartozik a nagy múltú sportmotorkerékpár gyártó.

## Története
1926-ban a Ducati család( Adriano, Marcello és Bruno Ducati) és más bolognai befektetők megalapították a Societá Radio Brevetti Ducati in Bologna céget. Céljuk Adriano Ducati szabadalmain alapuló ipari alkatrészek gyártása volt a rádiók növekvő piacára. Első termékük, a Manens rádiókészülék kondenzátor, amit gyorsan újabb gyártmányok követtek, melyek az egész világon hihetetlen sikert arattak. A cég óriási lépésekben terjeszkedett és a nemzetközi ipari közösség tiszteletét is kivívta magának.
1935. június elsején tették le Borgo Panigale-ban a gyár alapkövét. Az új komplexum egy elképesztően modern és ambiciózus projekt volt, Bologna-ban egy ipari és műszaki centrum létesítésének céljával. Ez idő alatt a Ducati iparág tovább fejlődött külföldön. Londonban, Párizsban, New Yorkban, Sydneyben és Caracasban is nyitott képviseleteket, közvetlen szervizt és támogatást biztosítva a vevőknek a világ főbb piacain.
A második világháborút nagyon nehezen vészelte át a Ducati: a Borgo Panigale-i gyárakat 1944-ben teljesen megsemmisítették. A Ducati testvérek azonban szerencsére tanulással és új termékek tervezésével töltötték a háború éveit, amiket a világpiacon a konfliktus befejeztével mutattak be.
1952-ben született meg a futurisztikus Cruiser 175 cm3-es modell, ami elektromos önindítóval és automata sebességváltóval rendelkezett. 1953-ban pedig a Ducati bemutatta a gazdaságos és spártai 98 cm3-es modellt, ami hamarosan 125 cm3-es lett.
1964-ben a cég 250 cm3-es modellje csatlakozott a kereskedelemben lévő egyhengeresek tekintélyes táborához, kiegészítve a Diana, a Monza, az Aurea és a későbbi GP típusokat, amik az akkoriban kivételes 150 km/h körüli sebességre voltak képesek. Ez a modell közvetlenül befolyásolta az összes későbbi egyhengerest a híres 250, 350 és 450 cm3 "Scrambler" megszületéséig. Az 1964-es 250 Mach pedig - ami képes volt 150 km/h fölötti sebességekre is - az egész világon elnyerte a sportrajongók elismerését.

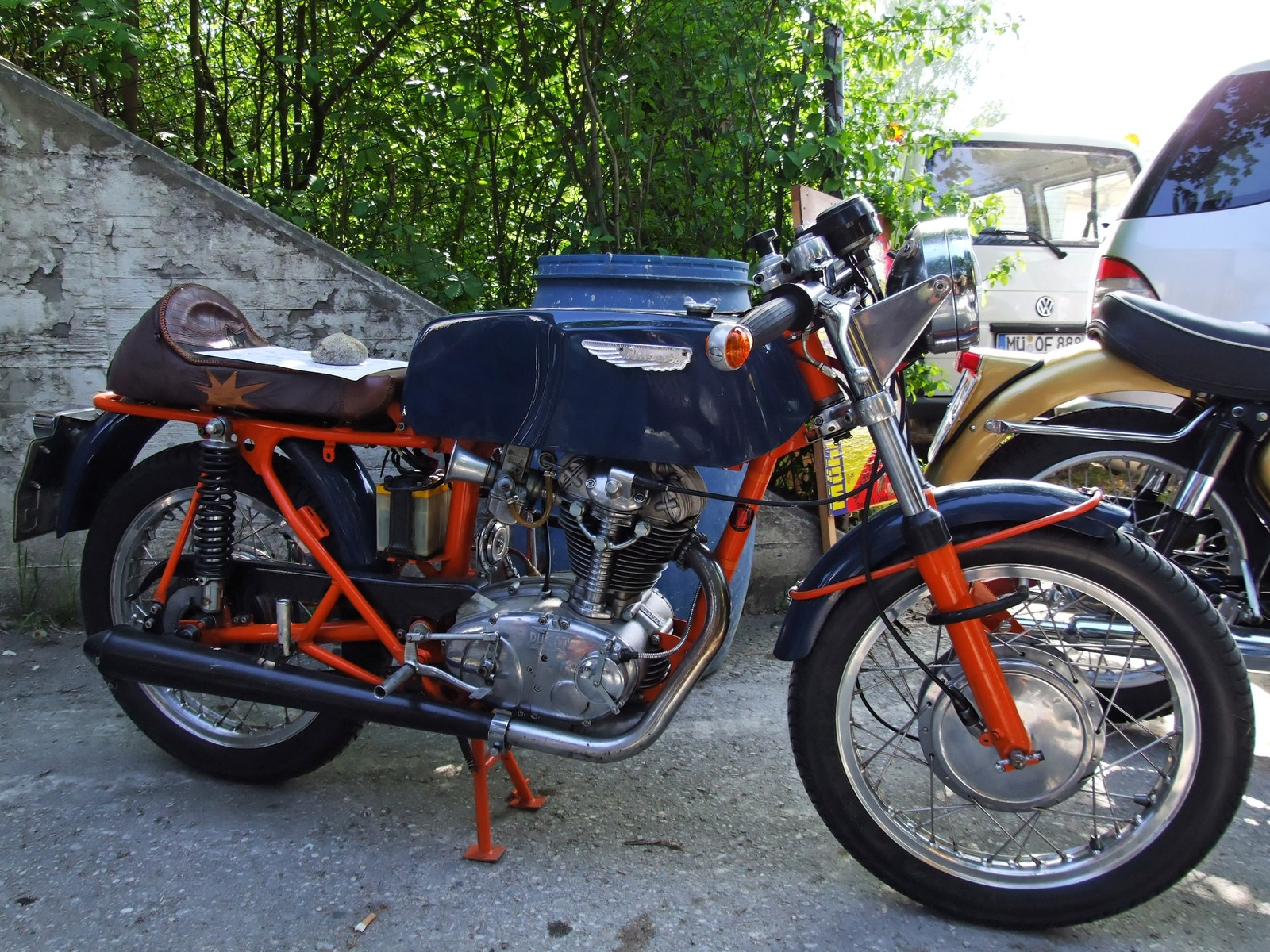
Ducati Mach I 250ccm (1970)

1972-ben - miután a hatvanas évek elején a Scrambler-rel Amerikában is sikert értek el - a Ducati az olasz piacon is megpróbálkozott ugyanezzel a módszerrel. Óriási eredményeket értek el vele, legfőképpen a 450-es modellel. A hatvanas évek vége egybevágott a maxibike-ok berobbanásával. Taglioni mérnök pedig megint csak győztes fegyverrel látta el a Ducati-t. 1972. április 23-án az Imola 200 mérföld-ön való részvétellel a Ducati visszatért a versenyzéshez az új kéthengeres 750-essel. A motorokat Paul Smart-ra és Bruno Spaggiari-ra bízták, akik az első két helyen fejezték be a versenyt. Így a kivételes 750 Supersport látványos válasz volt erre a versenyre a Ducati részéről.
1983-ban Claudio és Gianfranco Castiglioni vásárolták meg a Ducati-t, ami ezáltal a Cagiva Group részévé vált. A menedzsment cseréjével a Ducati két, motor és versenyőrült kezébe került, akik hozzásegítették a céget a Superbike korszak diadalához.
1993-ban az argentin Miguel Angel Galluzzi fejében megszületett a Monster ötlete. Egy lelkes rajongó, akinek a szemei előtt egy igazán egyedülálló Ducati jelent meg. A motort lemeztelenítették, minden kevésbé lényeges alkatrésztől megszabadították. A szabadidőmotor kategóriájának egy teljesen egyedi interpretációját testesítette meg, ami hihetetlen gyorsan legendává vált.

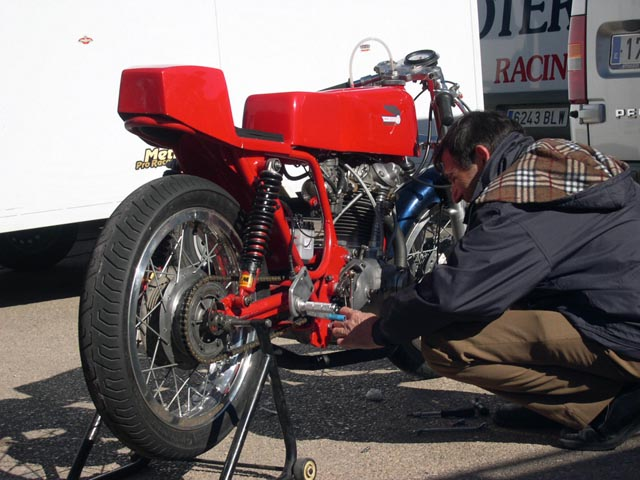
Egy 350 ccm-is Ducati

A Ducati komoly sport tradíciói a 916-os megszületésével folytatódtak 1994-ben. Ez megint csak egy Ducati inspirációból lett lázadás volt, most a magas teljesítményű motorok kategóriájában. A 916-tal a technológia és a stílus, a teljesítmény és a szimmetria még magasabb szinteket ért el. A Ducatinak újra sikerült a forma és a funkció, a logika és az érzelmek tökéletes harmóniában való megteremtése. A 916-ot az Év Motorjának választotta a világ összes tekintélyesebb motormagazinja. A Supermono, a motortörténelemben a motordesign egyik legkimagaslóbb példája is nagy sikereket ért el ekkortájt.
1996-ban a Texas Pacific Group 51%-os részesedést vásárolt a cégben 325 millió dollárért; 1998-ban a fennmaradó 49%-ot szinte teljesen felvásárolva a Ducati tulajdonosa lett.
2012-ben a Volkswagen-konszern az Audin keresztül, és azon is belül a Lamborghini sportautógyártón keresztül felvásárolta teljes egészében az olasz Ducati sportmotorkerékpár gyártót, mely piaci részesedésének növelésére egyből egy új gyárat kezdtek létesíteni Észak-Amerikában, ahol az Audi modelljei mellett a Ducati sportmotorkerékpárjait is tudják majd gyártani.

## Modellek

### 2008-as modellek

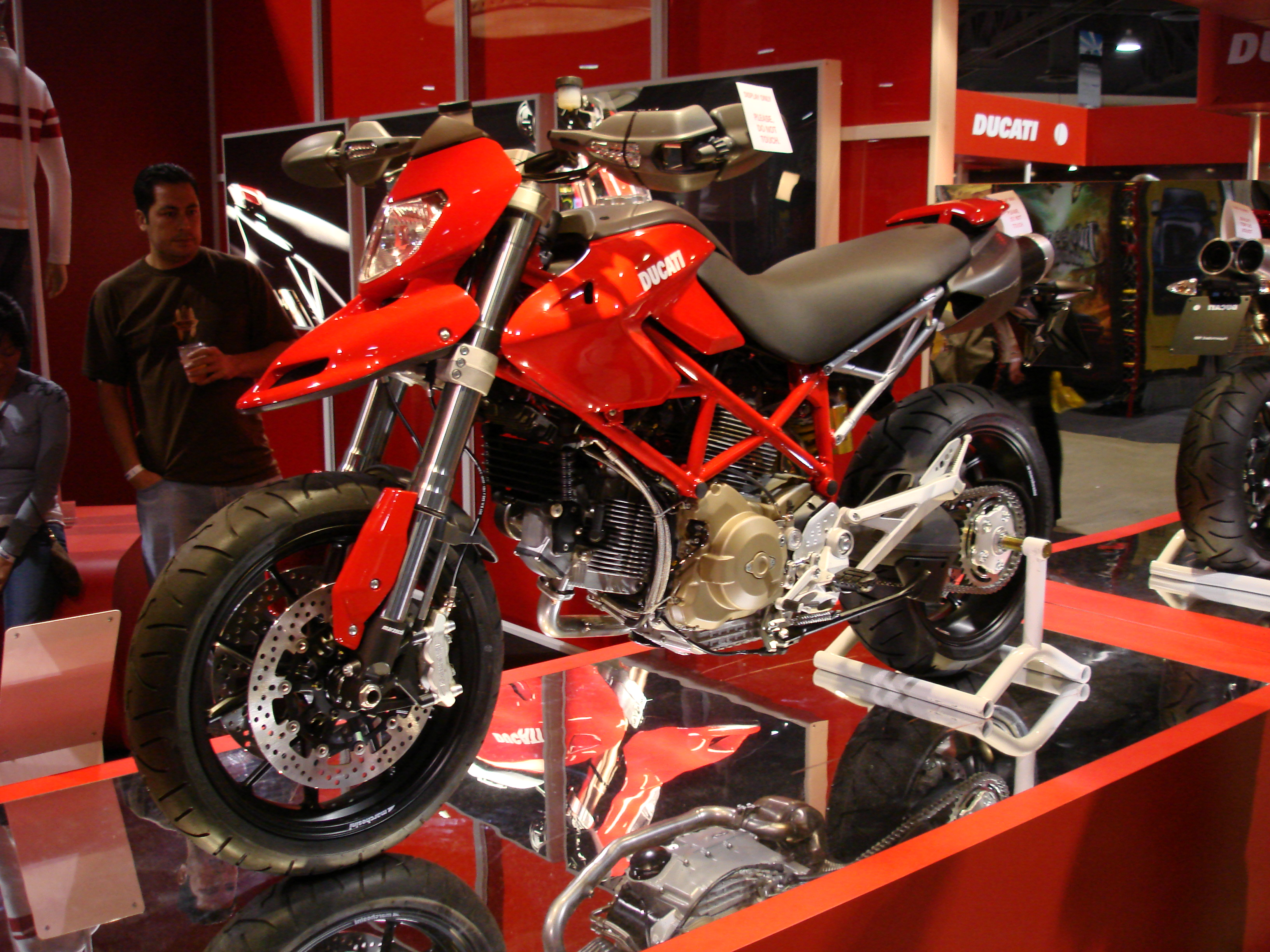
Ducati Hypermotard

A 2008-as évben a Ducati a következőket fogja gyártani:

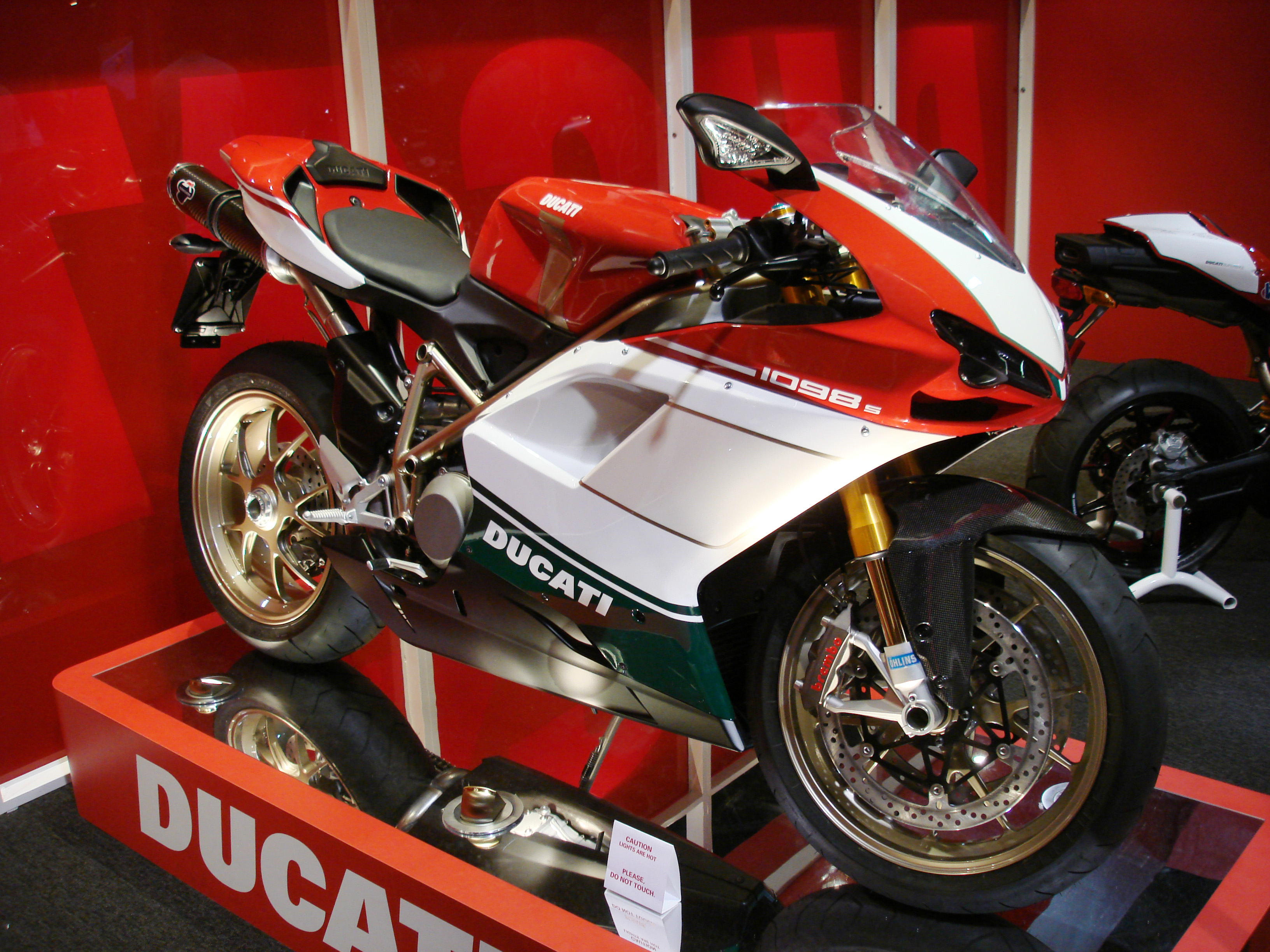
Ducati 1098 S Tricolore

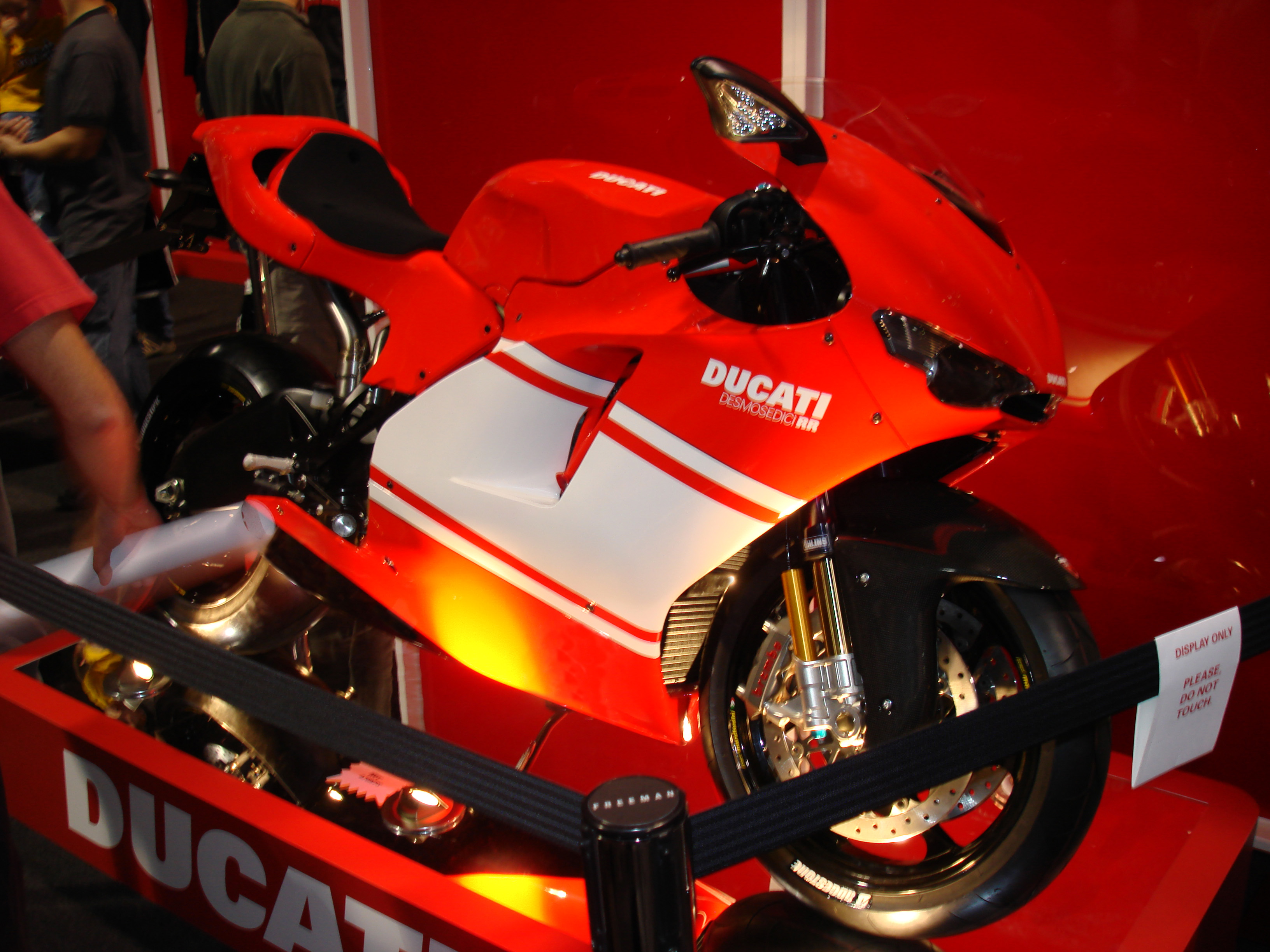
Ducati Desmosedici RR

Monster
- 695
- 696
- S2R 1000
- S4R Testastretta
- S4R S Testastretta
- S4R S Testastretta Tri-Colore

Multistrada
- 1100
- 1100 S

SportClassic
- GT 1000
- Sport 1000 monoposto
- Sport 1000 biposto
- Sport 1000 S biposto

Superbike
- 848
- 1098

Más
- Hypermotard
- Desmosedici RR

## Versenytörténelem

### MotoGP

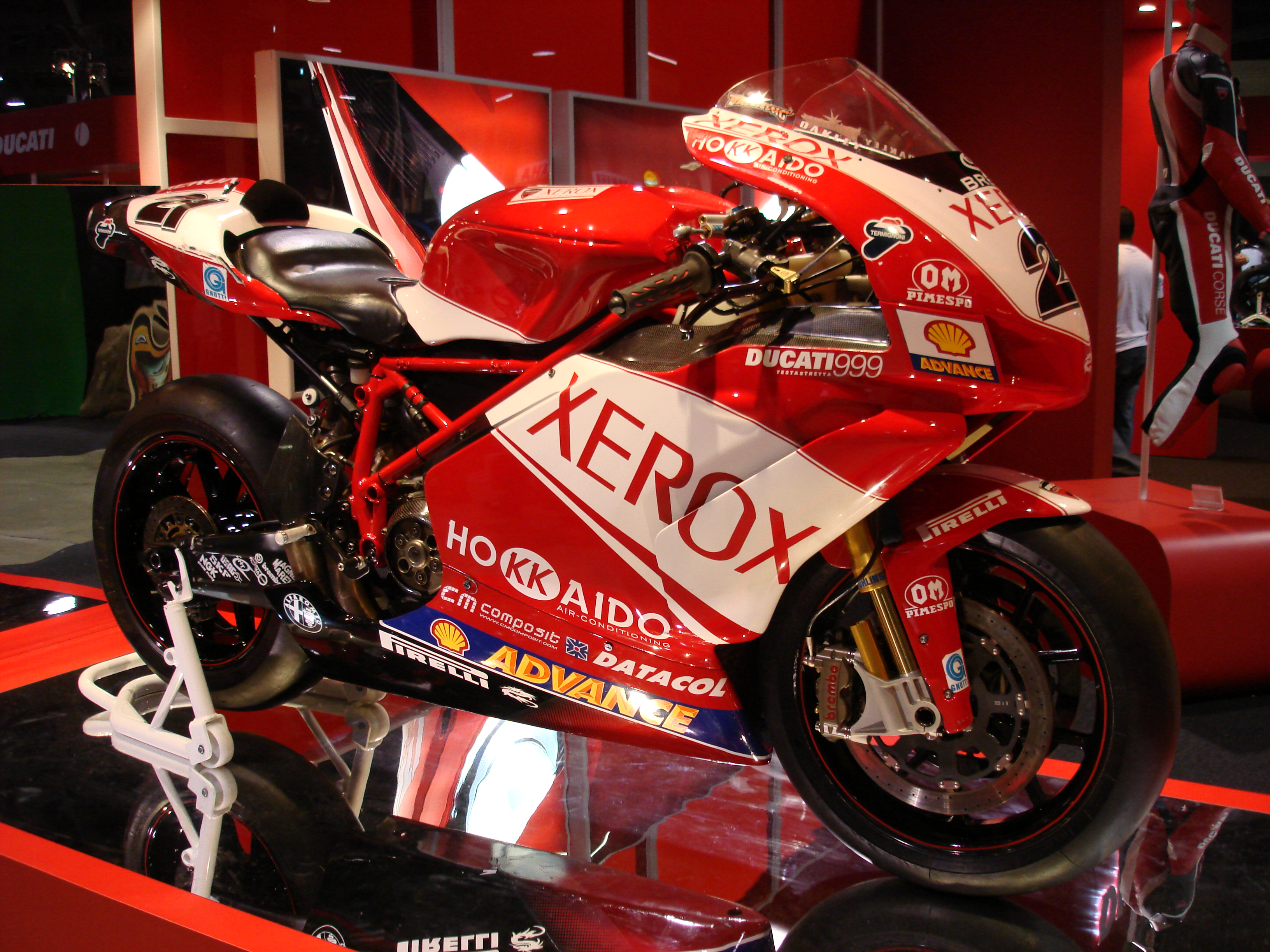
2006 Ducati 999R Xerox

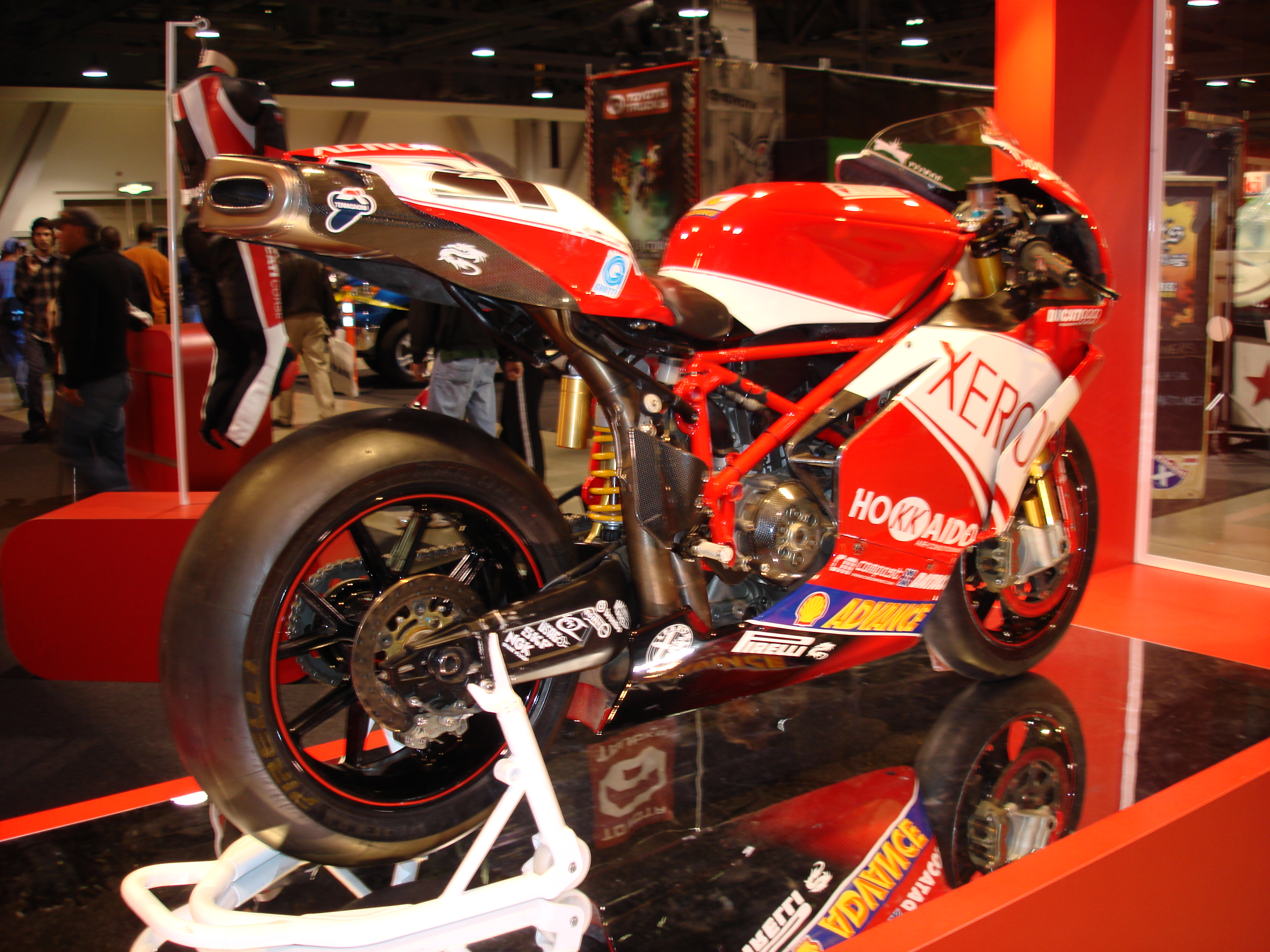
2006 Ducati 999R Xerox

A Ducati egy 30 éves kihagyás után a 2003-as MotoGP Világbajnokságon tért vissza. 4 évvel később Casey Stoner-nek sikerült megszereznie a Ducati számára az első világbajnoki győzelmet.
Amikor a Ducati csatlakozott 2003-ban a MotoGP-hez, szabályváltozások történtek. Melynek értelmében négyhengeres 990 ccm-es 4 ütemű motorokkal kellett versenyezniük a versenyzőknek. Ekkor a Ducati-é volt a leggyorsabb motor. 2007-ben lecsökkentették a hengerűrtartalmat 800 ccm-re viszont továbbra is a Ducati maradt a leggyorsabb. Tovább folytatta azt a tendenciát, hogy motorjuk feltűnően gyorsabb volt a többinél a hosszú egyenesekben.
| Év   | Versenyző    | Motor                  |
| ---- | ------------ | ---------------------- |
| 2007 | Casey Stoner | Ducati Desmosedici GP7 |

### Superbike-világbajnokság
2008-ban az FIM engedélyezte, hogy a motorok hengerűrtartalmát 1200 ccm-re emeljék fel.
1988 óta a Ducatinak 12-szer szereztek a versenyzők világbajnoki címet.
| Év   | Versenyző      | Motor         |
| ---- | -------------- | ------------- |
| 1990 | Raymond Roche  | Ducati 851    |
| 1991 | Doug Polen     | Ducati 888    |
| 1992 | Doug Polen     | Ducati 888    |
| 1994 | Carl Fogarty   | Ducati 916    |
| 1995 | Carl Fogarty   | Ducati 916    |
| 1996 | Troy Corser    | Ducati 916    |
| 1998 | Carl Fogarty   | Ducati 916    |
| 1999 | Carl Fogarty   | Ducati 996    |
| 2001 | Troy Bayliss   | Ducati 996R   |
| 2003 | Neil Hodgson   | Ducati 999F03 |
| 2004 | James Toseland | Ducati 999F04 |
| 2006 | Troy Bayliss   | Ducati 999F06 |
| 2008 | Troy Bayliss   | Ducati 1098   |
| 2011 | Carlos Checa   | Ducati 1098   |

### AMA Superbike világbajnokság
| Év   | Versenyző   | Motor      |
| ---- | ----------- | ---------- |
| 1993 | Doug Polen  | Ducati 888 |
| 1994 | Troy Corser | Ducati 888 |

### Brit Superbike bajnokság
A Ducati versenyzők 7 alkalommal tudták megnyerni.
| Év   | Versenyző        |
| ---- | ---------------- |
| 1995 | Steve Hislop     |
| 1999 | Troy Bayliss     |
| 2000 | Neil Hodgson     |
| 2001 | John Reynolds    |
| 2002 | Steve Hislop     |
| 2003 | Shane Byrne      |
| 2005 | Gregorio Lavilla |
| 2008 | Shane Byrne      |
| 2016 | Shane Byrne      |
| 2017 | Shane Byrne      |